# Вістлер
Вістлер (англ. Whistler) — канадське місто-курорт, що розташовано у регіональному районі Скваміш-Лілуєт провінції Британська Колумбія на відстані приблизно 125 км на північ від Ванкувера.
Місто славиться своїми гірськолижними курортами. У 2010 році тут проходили олімпійські змагання з біатлону, лижних перегонів, лижного двоборства та стрибків з трампліна в рамках зимової олімпіади у Ванкувері.

## Населення
За даними перепису 2016 року, окружний муніципалітет нараховував 11854 особи, показавши зростання на 20,7%, порівняно з 2011-м роком. Середня густота населення становила 49,3 осіб/км².
З офіційних мов обидвома одночасно володіли 1 935 жителів, тільки англійською — 9 875, тільки французькою — 10, а 35 — жодною з них. Усього 1500 осіб вважали рідною мовою не одну з офіційних, з них 10 — українську.
Працездатне населення становило 85,2% усього населення, рівень безробіття — 4,7% (5% серед чоловіків та 4,3% серед жінок). 83,4% осіб були найманими працівниками, а 16,2% — самозайнятими.
Середній дохід на особу становив $54 948 (медіана $35 491), при цьому для чоловіків — $62 279, а для жінок $46 456 (медіани — $38 451 та $33 256 відповідно).
26,5% мешканців мали закінчену шкільну освіту, не мали закінченої шкільної освіти — 4,3%, 69,1% мали післяшкільну освіту, з яких 53,2% мали диплом бакалавра, або вищий, 80 осіб мали вчений ступінь.
| Статево-вікова структура населення | Статево-вікова структура населення | Статево-вікова структура населення | Статево-вікова структура населення | Статево-вікова структура населення |
| ---------------------------------- | ---------------------------------- | ---------------------------------- | ---------------------------------- | ---------------------------------- |
|                                    |                                    |                                    |                                    |                                    |
| Всього                             | Всього                             | 53,8%46,2%                         |                                    |                                    |
| 0 — 14 років                       | 0 — 14 років                       |                                    | 12,5%                              | 12,5%                              |
| 15 — 64 років                      | 15 — 64 років                      |                                    | 80,4%                              | 80,4%                              |
| 65 і більше                        | 65 і більше                        |                                    | 7%                                 | 7%                                 |
| 85 і більше                        | 85 і більше                        |                                    | 0,3%                               | 0,3%                               |
| Середній вік (років)               | Середній вік (років)               | 36,735,8                           | 36,3                               | 36,3                               |
| Медіана (років)                    | Медіана (років)                    | 34,433,9                           | 34,2                               | 34,2                               |
| — чоловіки — жінки                 |                                    |                                    |                                    |                                    |

| Походження мешканців:     | Походження мешканців:     | Походження мешканців: | Походження мешканців: | Походження мешканців: |
| ------------------------- | ------------------------- | --------------------- | --------------------- | --------------------- |
| Походження                |                           |                       | осіб                  | %                     |
| Корінні американці        | Корінні американці        |                       | 200                   | 1.78%                 |
| Інше північноамериканське | Інше північноамериканське |                       | 3 035                 | 26.99%                |
| Європейське               | Європейське               |                       | 8 775                 | 78.03%                |
| британське                | британське                |                       | 6 300                 | 56.02%                |
| французьке                | французьке                |                       | 1 170                 | 10.4%                 |
| українське                | українське                |                       | 370                   | 3.29%                 |
| Латинськоамериканське     | Латинськоамериканське     |                       | 135                   | 1.2%                  |
| Карибське                 | Карибське                 |                       | 45                    | 0.4%                  |
| Африканське               | Африканське               |                       | 80                    | 0.71%                 |
| Азійське                  | Азійське                  |                       | 1 165                 | 10.36%                |
| Океанійське               | Океанійське               |                       | 650                   | 5.78%                 |

| Зайнятість населення за галузями (за класифікацією NOC): | Зайнятість населення за галузями (за класифікацією NOC): | Зайнятість населення за галузями (за класифікацією NOC): | Зайнятість населення за галузями (за класифікацією NOC): | Зайнятість населення за галузями (за класифікацією NOC): |
| -------------------------------------------------------- | -------------------------------------------------------- | -------------------------------------------------------- | -------------------------------------------------------- | -------------------------------------------------------- |
|                                                          |                                                          |                                                          |                                                          |                                                          |
| Управління                                               | Управління                                               |                                                          | 16,6%                                                    | 16,6%                                                    |
| Бізнес, фінанси та адміністрування                       | Бізнес, фінанси та адміністрування                       |                                                          | 10,8%                                                    | 10,8%                                                    |
| Природничі та прикладні науки                            | Природничі та прикладні науки                            |                                                          | 4,7%                                                     | 4,7%                                                     |
| Охорона здоров'я                                         | Охорона здоров'я                                         |                                                          | 4,5%                                                     | 4,5%                                                     |
| Освіта, правозахист, муніципальні та урядові служби      | Освіта, правозахист, муніципальні та урядові служби      |                                                          | 6,2%                                                     | 6,2%                                                     |
| Мистецтво, культура, відпочинок та спорт                 | Мистецтво, культура, відпочинок та спорт                 |                                                          | 6,7%                                                     | 6,7%                                                     |
| Роздрібна торгівля та послуги                            | Роздрібна торгівля та послуги                            |                                                          | 36,6%                                                    | 36,6%                                                    |
| Гуртова торгівля, транспорт та обладнання                | Гуртова торгівля, транспорт та обладнання                |                                                          | 10,5%                                                    | 10,5%                                                    |
| Природні ресурси, сільське господарство                  | Природні ресурси, сільське господарство                  |                                                          | 2,7%                                                     | 2,7%                                                     |
| Виробництво                                              | Виробництво                                              |                                                          | 0,6%                                                     | 0,6%                                                     |

## Клімат
| Клімат Вістлер                             | Клімат Вістлер | Клімат Вістлер | Клімат Вістлер | Клімат Вістлер | Клімат Вістлер | Клімат Вістлер | Клімат Вістлер | Клімат Вістлер | Клімат Вістлер | Клімат Вістлер | Клімат Вістлер | Клімат Вістлер | Клімат Вістлер |
| Показник                                   | Січ.           | Лют.           | Бер.           | Квіт.          | Трав.          | Черв.          | Лип.           | Серп.          | Вер.           | Жовт.          | Лист.          | Груд.          | Рік            |
| Абсолютний максимум, °C                    | 8,9            | 14,3           | 19,6           | 27,8           | 35,6           | 35,3           | 38,8           | 38,0           | 35,0           | 26,8           | 13,6           | 9,8            | 38,8           |
| Середній максимум, °C                      | 0,6            | 3,2            | 7,2            | 11,8           | 16,4           | 19,9           | 23,6           | 24,0           | 19,8           | 11,2           | 3,5            | −0,2           | 11,7           |
| Середня температура, °C                    | −2,1           | −0,5           | 2,4            | 6,1            | 10,1           | 13,6           | 16,4           | 16,5           | 12,7           | 6,7            | 0,9            | −2,8           | 6,7            |
| Середній мінімум, °C                       | −4,9           | −4,2           | −2,3           | 0,3            | 3,8            | 7,2            | 9,2            | 8,9            | 5,6            | 2,0            | −1,8           | −5,4           | 1,5            |
| Абсолютний мінімум, °C                     | −28,2          | −24,1          | −18,5          | −7,7           | −3,4           | −0,7           | 0,3            | 0,0            | −3,2           | −14,2          | −24,3          | −29,2          | −29,2          |
| Середня кількість сонячних годин на місяць | 40,3           | 78,4           | 123,2          | 162,4          | 207,3          | 204,9          | 250,6          | 241,4          | 194,0          | 109,0          | 41,8           | 30,4           | 1683,8         |
| Норма опадів, мм                           | 176.0          | 104.6          | 97.6           | 75.9           | 66.7           | 58.9           | 44.7           | 47.5           | 54.9           | 154.6          | 192.1          | 154.1          | 1227.7         |
| Днів з опадами                             | 18,9           | 14,9           | 16,9           | 16,2           | 15,0           | 13,8           | 10,0           | 9,2            | 10,0           | 17,3           | 19,6           | 18,0           | 179,7          |
| Днів з дощем                               | 10,6           | 8,7            | 11,6           | 14,3           | 15,0           | 13,8           | 10,0           | 9,2            | 10,0           | 16,7           | 14,5           | 7,9            | 142,2          |
| Днів зі снігом                             | 13,7           | 10,1           | 9,2            | 4,4            | 0,5            | 0,0            | 0,0            | 0,0            | 0,0            | 1,4            | 9,7            | 14,6           | 63,5           |
| Вологість повітря, %                       | 85.8           | 75.1           | 66.3           | 57.8           | 52.5           | 52.9           | 47.9           | 47.5           | 52.4           | 70.3           | 85.8           | 87.1           | 65.1           |
| ------------------------------------------ | -------------- | -------------- | -------------- | -------------- | -------------- | -------------- | -------------- | -------------- | -------------- | -------------- | -------------- | -------------- | -------------- |
| Джерело:                                   |                |                |                |                |                |                |                |                |                |                |                |                |                |

## Відомі особистості
В поселенні народився:
- Брендон Семенюк (* 1991) — канадський фрірайд маунтінбайкер українського походження.